# Las cosas del querer 2
Las cosas del querer 2ª parte es la continuación de la película Las cosas del querer, dirigidas ambas por Jaime Chávarri. Esta segunda parte es una coproducción hispano-argentina y se rodó en Madrid y Buenos Aires.
En esta entrega Anabel Alonso y Antonio Valero sustituyeron a María Barranco y Ángel de Andrés López en los papeles de Nena Colman y Juan respectivamente.
La acción comienza exactamente en el punto en que terminó la primera parte, cuando Mario se exilia de España y Pepita y Juan acaban de reconciliarse.

## Argumento
En el tren camino a Lisboa Mario conoce a Silvia, una adinerada viuda argentina que le admira, y decide acompañarla a Buenos Aires, donde Silvia se enamora de él. Por su parte Pepita y Juan vuelven a estar juntos lo que provoca que la despechada Nena Colman mate a tiros a Juan delante de Pepita. Entonces Pepita acepta un contrato en Argentina para reunirse con Mario, donde  conocerá al misterioso Tulio, que con su pasión la consuela de su pérdida y termina pidiéndole matrimonio.
La relación entre Silvia y Mario despierta los celos de Claudio, el hijo militar de Silvia. Además Mario descubre que Claudio ha mantenido una relación de dos años con Alberto, un joven que le pretende. Al sorprender Claudio a Mario saliendo de la casa de Alberto se desencadena un ataque de celos que provoca que éste vaya a montar un escándalo al teatro donde actúa Mario durante el cual Claudio le pega un tiro a Alberto. El escándalo hace que deporten a Mario y que Pepita, embarazada, le acompañe a México, quedándose Tulio y Alberto a la espera.

## Reparto
- Ángela Molina - Pepita
- Manuel Bandera - Mario
- Susú Pecoraro - Silvia
- Darío Grandinetti - Tulio
- Amparo Baró - Balbina, la ayudante de Pepita
- Anabel Alonso - Nena Colman
- Antonio Valero - Juan
- Mary Carmen Ramírez - Madre de Pepita
- Federico Olivera - Claudio, hijo de Silvia
- Gustavo Ferrari - Alberto
- Esther Goris - Eva Perón